# Liste von Kraftwerken in Malaysia
Die Kraftwerke in Malaysia werden sowohl auf einer Karte als auch in Tabellen (mit Kennzahlen) dargestellt. Die Liste ist nicht vollständig.

## Installierte Leistung und Jahreserzeugung
Im Jahre 2016 lag Malaysia bzgl. der installierten Leistung mit 33 GW an Stelle 31 und bzgl. der jährlichen Erzeugung mit 148,3 Mrd. kWh an Stelle 28 in der Welt. Der Elektrifizierungsgrad lag 2020 bei 100 %. Malaysia war 2016 ein Nettoimporteur von Elektrizität; es exportierte 3 Mio. kWh und importierte 33 Mio. kWh.

## Karte
| Bakun |

| Batang Ai |

| Bersia |

| Cam |

| Chenderoh |

| Connaught |

| HuluTerengganu |

| Jimah |

| Kapar |

| Kenering |

| Kenyir |

| Lumut |

| Manjung |

| Murum |

| Paka |

| Pasir Gudang |

| Pergau |

| Tanjung Bin |

| Tanjung Kling |

| Telok Gong |

| Temenggor |

| Tuanku Jaafar |

| Ulu Jelai |

| Woh |

## Kalorische Kraftwerke
| Name des Kraftwerks | Inst. Leistung (MW) | Brennstoff  | Status     |
| ------------------- | ------------------- | ----------- | ---------- |
| Connaught Bridge    | 828                 | GuD, Erdgas | in Betrieb |
| Jimah               | 1400                | Kohle       | in Betrieb |
| Kapar               | 2420                | Kohle       | in Betrieb |
| Lumut               | 1943                | GuD         | in Betrieb |
| Manjung             | 4180                | Kohle       | in Betrieb |
| Paka                | 1136                | GuD         | in Betrieb |
| Pasir Gudang        | 729                 | GuD, Erdgas | in Betrieb |
| Tanjung Bin         | 3100                | Kohle       | in Betrieb |
| Tanjung Kling       | 330                 | GuD         | in Betrieb |
| Telok Gong          | 1160                | GuD, Erdgas | in Betrieb |
| Tuanku Jaafar       | 1422                | GuD         | in Betrieb |

## Wasserkraftwerke
| Name des Kraftwerks | Inst. Leistung (MW) | Fluss         | Status     |
| ------------------- | ------------------- | ------------- | ---------- |
| Bakun               | 2400                | Balui         | in Betrieb |
| Batang Ai           | 100                 | Batang Ai     | in Betrieb |
| Bersia              | 72                  | Perak         | in Betrieb |
| Cameron Highlands   | 100                 | Bertam        | in Betrieb |
| Chenderoh           | 40                  | Perak         | in Betrieb |
| Hulu Terengganu     | 265                 |               | in Betrieb |
| Kenering            | 120                 | Perak         | in Betrieb |
| Kenyir              | 400                 | Kenyir        | in Betrieb |
| Murum               | 944                 | Murum         | in Betrieb |
| Pergau              | 600                 | Pergau        | in Betrieb |
| Temenggor           | 348                 | Perak         | in Betrieb |
| Ulu Jelai           | 382                 | Bertam        | in Betrieb |
| Woh                 | 150                 | Batang Padang | in Betrieb |